# Shelby Flint

Erfolgstitel
Angel on My Shoulder
auf Valiant 6001

Shelby Flint (* 17. September 1939 in North Hollywood, Kalifornien) ist eine US-amerikanische Sängerin, die von den 1960er Jahren an in der Pop-, Folk- und Jazzmusikszene aktiv war.

## Künstlerische Laufbahn
Flint lernte mit sechs Jahren Klavier und Gitarre zu spielen. In Van Nuys, einem Stadtteil von Los Angeles, besuchte sie die Public School und schloss 1957 die Birmingham High School in Los Angeles ab. Anschließend schloss sie sich dem Songwriterteam um Barry De Vorzon an. Mit knapp 19 Jahren nahm sie im Sommer 1958 bei der New Yorker Schallplattenfirma Cadence Records ihre erste Single auf. Den A-Seitentitel I Will Love You hatte sie selbst geschrieben, der Titel der B-Seite Oh I Miss Him So war ein Gemeinschaftswerk mit De Vorzon. Da die Platte vom Publikum nicht angenommen wurde, wandte sie sich der Folkmusik zu und gründete ein entsprechendes Gesangstrio.
1960 gründete De Vorzon eine eigene Schallplattenfirma namens Valiant und lud Flint ein, bei ihm eine neue Single zu besingen. Wieder wurden zwei Titel aus Flints Songwriter-Repertoire ausgewählt und als erste Valiant-Single erschienen im November 1960 die beiden von Shelby Flint geschriebenen und gesungenen Lieder Angel On My Shoulder und Somebody. Der Song Angel on My Shoulder erschien am 26. Dezember 1960 erstmals in den Hot 100 des US-Musikmagazins Billbord und stieg in den folgenden Wochen bis zum Platz 22 auf. Es dauerte sechs Jahre, ehe ein Shelby-Titel erneut in die Hot 100 aufgenommen wurde. 1966 brachte Valiant mit Flint eine Single heraus, auf deren A-Seite sie eine Version von Your Fate to the Wind des Jazzmusikers Vince Guaraldi interpretierte. Ihre Version erreichte in den Hot 100 Platz 61. Es war Flints 13. Single bei Valiant gewesen, gleichzeitig auch ihre letzte. 1968 veröffentlichte das Plattenlabel Warner Bros. eine Single mit ihren beiden Erfolgstiteln Angel on My Shoulder und Cast Your Fate to the Wind, und damit war die Plattenkarriere von Shelby Flint zu der auch drei Langspielplatten von Valiant gehören, vorerst beendet.
In den 1970er Jahren fand Flint Beschäftigung beim Film. So trat sie als Sängerin in den Filmen Snoopy (1972), Breezy (Begegnung am Vormittag, 1973) und The Rescuers (Bernard und Bianca – Die Mäusepolizei, 1977) auf. Das in diesem Film von ihr gesungene Lied Someone’s Waiting for You wurde 1978 für den Oscar für den besten Filmsong nominiert. In dem Fernsehfilm Rudolph and Frosty’s Christmas in July gehörte sie zum Schauspielerensemble.
Zu Beginn der 1980er-Jahre wandte sich Flint dem Jazz zu. Sie veröffentlichte 1982 das Jazzalbum You’ve Been On Mind, mit dem sie bewies, dass sie auch in diesem Genre erfolgreich sein konnte. Sie trat mit Jazzgrößen wie Chick Corea, Al Jarreau und Gregg Karukas auf, wobei sie sich nicht nur als Sängerin, sondern auch als Instrumentalistin präsentierte. Auftritte hatte sie bei zahlreichen Tourneen, die sie nicht nur durch die Vereinigten Staaten, sondern auch nach Europa führten. Der renommierte Jazzkritiker Leonard Feather beschrieb sie als „eine technisch versierte Künstlerin mit reiner Stimme und breitem Spektrum“.

## US-Charts bei Billboard
| Einstieg | Titel                      | Hot 100 |
| -------- | -------------------------- | ------- |
| 12/1960  | Angel on My Shoulder       | 22.     |
| 08/1966  | Cast Your Fate to the Wind | 61.     |

## US-Diskografie

### Vinyl-Singles
| A/B-Seite                                         | Katalog-Nr.  | veröffentl. |
| ------------------------------------------------- | ------------ | ----------- |
|                                                   | Cadence      |             |
| I Will Love You / Oh I Miss Him So                | 1352         | 9/1958      |
|                                                   | Valiant      |             |
| Angel on My Shoulder / Somebody                   | 6001         | 11/1960     |
| The Boy I Love / Ugly Duckling                    | 6002         | 12/1960     |
| Magic Wand / A Broken Vow                         | 6004         | 01/1961     |
| I Will Love You / Every Night                     | 6010         | 05/1961     |
| Magic Wand / A Broken Vow                         | 6014         | 09/1961     |
| The Riddle Song / I Love a Wanderer               | 6017         | 02/1962     |
| The Boy I Love / Ugly Duckling                    | 6022         | 07/1962     |
| Little Dancing Doll / It Really Wouldn’t Matter   | 6031         | 06/1963     |
| Wonderland / Pipes for Keith                      | 6052         | 09/1964     |
| I’ve Grown Accustomed to His Face / Our Town      | 6060         | 11/1964     |
| Angel on My Shoulder / I Will Love You            | 701          | 02/1965     |
| Lonely Cinderella / Joy In The Morning            | 716          | 05/1965     |
| Cast Your Fate to the Wind / The Lily             | 743          | 07/1966     |
|                                                   | Warner Bros. |             |
| Angel on My Shoulder / Cast Your Fate to the Wind | 7115         | 01968       |

### Langspielplatten
| Titel                      | Katalog-Nr.   | veröffentl. |
| -------------------------- | ------------- | ----------- |
| The Quiet Girl             | Valiant 401   | 1961        |
| Shelby Flint Sings Folk    | Valiant 403   | 1963        |
| Cast Your Fate to the Wind | Valiant 25003 | 1966        |
| Don’t Stop the Music       | Savannah      | 1979        |
| You’ve Been on My Mind     | Mad Satyr 101 | 1982        |